# Selkäsaari (ö i Päijänne-Tavastland, Lahtis, lat 61,03, long 25,62)
Selkäsaari är en ö i Finland. Den ligger i sjön Vesijärvi och i kommunen Lahtis i den ekonomiska regionen  Lahtis ekonomiska region  och landskapet Päijänne-Tavastland, i den södra delen av landet, 100 km norr om huvudstaden Helsingfors. Öns area är 3,3 hektar och dess största längd är 270 meter i sydöst-nordvästlig riktning.